# Ganbare Genki
Ganbare Genki (japanisch がんばれ元気) ist eine Manga-Serie von Yū Koyama, die von 1976 bis 1981 in Japan erschienen ist. 1980 erschien eine Anime-Adaption von Studio Tōei Animation.

## Inhalt
Die Serie handelt von Genki Horiguchi, einem Jungen, der unter schwierigen Umständen aufwächst. Nach dem frühen Tod seiner Mutter wird Genki von seinem Vater Hideki, einem ehemaligen Profiboxer, großgezogen. Hideki versucht, seinen Sohn zu inspirieren, und bringt ihm die Welt des Boxens näher. Doch nach einem tragischen Unfall, bei dem Hideki während eines Boxkampfs ums Leben kommt, bleibt Genki allein zurück.
Der Verlust seines Vaters motiviert Genki, dessen Träume weiterzuführen. Er beschließt, selbst ein Boxer zu werden und ein Leben zu führen, das seinem Vater Ehre macht. Die Geschichte begleitet Genki auf seinem Weg durch die Höhen und Tiefen des Boxsports und die Herausforderungen des Erwachsenwerdens.

## Veröffentlichung
Die Mangaserie wurde von 1976 bis 1981 im Magazin Shōnen Sunday veröffentlicht. Die Kapitel wurden von Shogakukan in 28 Sammelbänden veröffentlicht. Die italienische Version wurde von RW Edizioni herausgebracht. Der Manga erhielt 1977 den Shōgakukan-Manga-Preis.

## Animeserie
Eine Adaption der Mangaserie als Anime entstand beim Studio Tōei Animation unter der Regie von Rintaro. Die künstlerische Leitung lagen bei Akira Yamakawa, Nobuto Sakamoto, Tadao Kubota, Takamura Mukuo, Toshikazu Yamaguchi und Yoshiyuki Shikano. Für den Schnitt waren Masaaki Hanai und Osamu Tanaka verantwortlich. Die 25 Minuten langen Folgen wurde vom 16. Juli 1980 bis 1. April 1981 auf Fuji TV in Japan ausgestrahlt. 

### Synchronisation
| Rolle            | japanischer Sprecher (Seiyū) |
| ---------------- | ---------------------------- |
| Genki Horiguchi  | Toshiko Fujita               |
| Hideki Horiguchi | Makio Inoue                  |
| Kenji Seki       | Katsuji Mori                 |
| Yūko Ashikawa    | Kazuko Sugiyama              |
| Eiji Mishima     | Shūichi Ikeda                |
| Katsuzo Yamatani | Hiroshi Masuoka              |

### Musik
Die Musik der Serie komponierte Koichi Morita. Das Vorspannlied ist Kaze ni nare! von Kinya Hori und der Abspann ist unterlegt mit Masshiro na Ringu e von Kinya Hori.